# Jelan (Sawala)
Der Jelan (russisch Ела́нь, im Oberlauf Bolschaja Jelan (Больша́я Ела́нь)) ist ein rechter Nebenfluss der Sawala in der russischen Oblast Woronesch.
Der Jelan entspringt am Südrand der Oka-Don-Ebene im Norden der Oblast Woronesch. Er fließt in überwiegend südlicher Richtung und mündet nach 165 km rechtsseitig in die Sawala. Er entwässert ein Areal von 3630 km². Der Jelan wird hauptsächlich von der Schneeschmelze gespeist. Der mittlere Abfluss (MQ) beträgt 26 Kilometer oberhalb der Mündung 6,8 m³/s.